# Bobcat Company

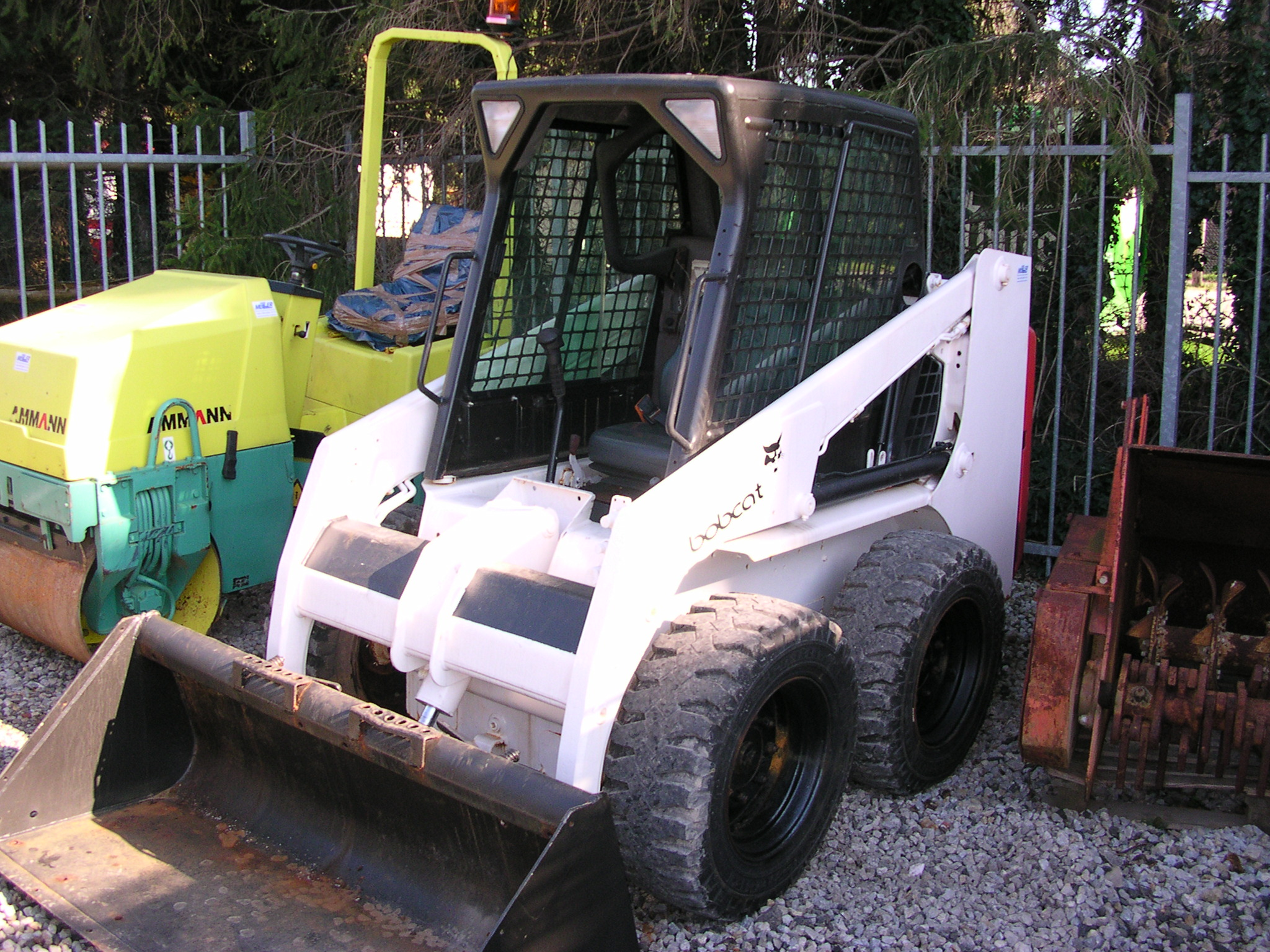
Мини-погрузчик Bobcat S 130

Bobcat Company — компания-производитель сельскохозяйственной и строительной техники, базирующаяся в штате Северная Дакота, США. Изначально называлась «Melroe Manufacturing Company», а название «Bobcat» впервые прозвучало в 1962 году — так назвали одну из моделей погрузчика. Популярность предприятие приобрело, в основном, благодаря первому мини-погрузчику, изобретённому почти 50 лет назад в США для механизации трудоёмких погрузочно-разгрузочных работ в фермерских хозяйствах.

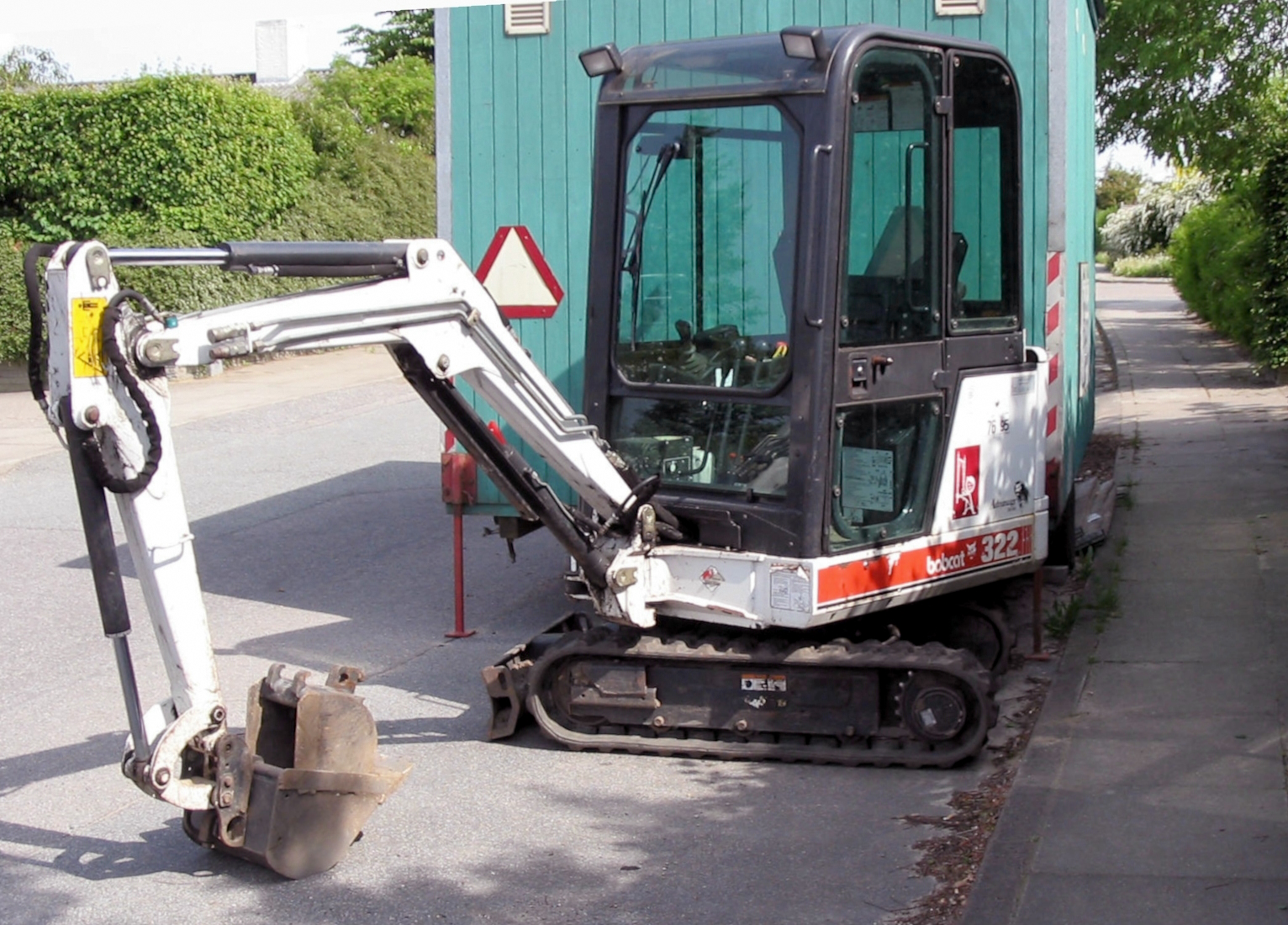
Мини-экскаватор Bobcat E32

На рынок СССР техника «Bobcat» впервые поступила в 1977 году, преимущественно это были малогабаритные универсальные машины.
С 1995 по июль 2007 года «Bobcat Company» была подразделением «Ingersoll-Rand Company», в настоящее время принадлежит южнокорейской компании «Doosan Infracore». В перечень производимой техники входят компактные экскаваторы, погрузчики и другая гидравлическая техника.

## Интересные факты
- На русский язык bobcat переводится как «Рыжая рысь».
- В США, североамериканских и европейских странах название «Bobcat» закрепилось за всеми компактными погрузчиками, независимо от производителя, с чем сама компания Bobcat пытается бороться.